# Shabnam Mobarez
Shabnam Mobarez (en pastún: شبنم مبارز‎) (Kabul, 27 de agosto de 1995) es una jugadora de fútbol afgana. Entre 2016 y 2018, fue capitana de la selección femenina de Afganistán.

## Biografía
Nacida en Kabul, Afganistán, en una familia de etnia pastún, originaria de Kapisa. Comenzó a practicar fútbol con niños en la calle sin que sus padres lo supieran y luego la invitaron a unirse a un club profesional, lo que hizo con el apoyo de sus padres. En 2002-2003 Mobarez  emigró a Dinamarca con su familia debido a la guerra en Afganistán (2001-2021). Jugó para el Danish City Club, y entrena equipos femeninos en un campo de refugiados en Dinamarca.

## Carrera profesional
Mobarez juega en el club danés Aalborg BK. En 2014 Mobarez rechazó una oferta para jugar en la selección femenina de fútbol de Dinamarca  y, en cambio, eligió representar a Afganistán. Sobre esta elección, dijo: "Estamos tratando de traer algo positivo al país. Estas mujeres son tan valientes que me inspiran a hacerlo mejor y, como vivo en un país seguro, a trabajar más duro para ellas". Comenzó a jugar para Afganistán en 2014 y ha sido capitana del equipo desde 2016 hasta 2018. Tras empezar con la selección nacional como delantera pasó a la posición de centrocampista. A partir de la renovación del nuevo contrato de la Federación Afgana dejó la selección nacional.
Es miembro de la asociación Girl Power desde 2016, en 2019 recogió el premio que recibieron por la campaña Voice4Voiceless que denuncia la discriminación, abusos sexuales y los maltratos que sufren los jugadoras de fútbol por parte de varios miembros de la Federación Afgana de Fútbol.

## Premios y reconocimientos
- En marzo de 2018, Mobarez formó parte de un grupo de jugadores de 20 países diferentes que jugaron un partido en la región de Jordania del Mar Muerto y establecieron un nuevo récord mundial por el partido de menor altitud jamás jugado.[5]
- En 2019 recogió el Premio de mejor iniciativa de fútbol femenino otorgado por la World Football Summit  a la selección femenina de Afganistán por la campaña Voice4Voiceless.[4]